# Vulpia australis
Vulpia australis là một loài thực vật có hoa trong họ Hòa thảo. Loài này được (Nees) Blom miêu tả khoa học đầu tiên năm 1934.